# 馬可·貝爾特拉米
馬可·愛德華·貝爾特拉米（英語：Marco Edward Beltrami，1967年12月8日—）或簡稱馬可·貝爾特拉米（英語：Marco Beltrami），是一位美國男作曲家。曾憑《決戰3:10》（2007年）和《危機倒數》（2009年）提名了兩次奧斯卡最佳原創音樂獎。
他時常與導演亞歷士·普羅亞斯、連恩·懷斯曼、約翰·摩爾、衛斯·克萊文和吉勒摩·戴托羅多次合作。

## 作品列表

### 電影
- 1994：《Death Match》
- 1995：《The Whispering》
- 1995：《The Bicyclist》（短片）
- 1996：《驚聲尖叫》
- 1997：《秘密客》
- 1997：《驚聲尖叫2》
- 1998：《H2O抓鬼節》（未掛名）
- 1998：《54激情俱樂部》
- 1998：《老師不是人》
- 1999：《心理陷阱》
- 1999：《食得是福》
- 2000：《鴉魔戰士》
- 2000：《驚聲尖叫3》
- 2000：《The Incorporated》
- 2000：《兇手正在看著你》
- 2000：《Highway 395》
- 2000：《神鬼大反撲》
- 2001：《超感應頻率》
- 2001：《致命玩笑》
- 2002：《戰慄追殺》
- 2002：《芳心全蝕》
- 2002：《惡靈古堡》
- 2002：《刀鋒戰士2》
- 2003：《嗜血刀鋒2》（錄影帶首映）
- 2003：《魔鬼終結者3》
- 2004：《地獄怪客》
- 2004：《機械公敵》
- 2004：《鳳凰號》
- 2005：《魔咒》
- 2005：《限制級戰警2：極限公國》
- 2005：《馬奎斯的三場葬禮》
- 2005：《長途嚇機》
- 2006：《決戰異世界：進化時代》
- 2006：《天魔》
- 2007：《窒命寫真》
- 2007：《The Substitute》
- 2007：《幽靈人口》
- 2007：《決戰3:10》
- 2007：《終極警探4.0》
- 2008：《變眼》
- 2008：《殘虐你，娛樂我》
- 2008：《麥斯潘恩》
- 2008：《梅漢林：頭號公敵》
- 2009：《迷霧獵殺》
- 2009：《危機倒數》
- 2009：《末日預言》
- 2010：《索命條碼》
- 2010：《疤面鬼煞手》
- 2010：《生日劊樂3D》
- 2010：《別怕黑》
- 2011：《靈魂衝浪手》
- 2011：《驚聲尖叫4》
- 2011：《極地詭變》
- 2012：《顫慄黑影》
- 2012：《人生決勝球》
- 2012：《性福療程》
- 2013：《殭屍哪有這麼帥》
- 2013：《終極警探：跨國救援》
- 2013：《末日列車》
- 2013：《末日之戰》
- 2013：《金鋼狼：武士之戰》
- 2013：《魔女嘉莉》
- 2013：《逃離邊境》
- 2014：《記憶傳承人：極樂謊言》
- 2014：《特務交鋒》
- 2014：《錢藏凶機》
- 2014：《第七傳人》
- 2015：《顫慄黑影：死亡天使》
- 2015：《全面逃殺》
- 2015：《真實的故事》
- 2015：《驚奇4超人》[2]
- 2015：《刺客任務：殺手47》
- 2015：《無處可逃》
- 2015：《今夜玩到趴》
- 2016：《荷魯斯之眼：王者爭霸》[3]
- 2016：《絕鯊島》
- 2016：《賓漢》
- 2017：《羅根》
- 2017：《雪人》
- 2018：《噤界》
- 2018：《徒手攀岩》
- 2018：《巴黎之王：闇黑正義》
- 2019：《極端邪惡》
- 2019：《絲絨電鋸》
- 2019：《選情尬翻天》
- 2019：《賽道狂人》
- 2019：《雙子殺手》
- 2019：《在黑暗中說的鬼故事》
- 2020：《深海異獸》
- 2020：《噤界II》
- 2020：《爱与怪物》
- 2020：《如我所見》
- 2021：《讀心叛變》
- 2021：《恐懼大街1：1994》
- 2021：《恐懼大街2：1978》
- 2021：《恐懼大街3：1666》
- 2021：《槍擊瑪麗蓮》
- 2021：《猛毒2：血蜘蛛》
- 2021：《眼簾下的戰影》
- 2022：《逃無可逃》
- 2022：《深水》
- 2023：《迫降危機》
- 2023：《吸血鬼特助：雷菲爾》

### 電視
- 1995：《天涯海角》（13集）
- 1996：《Inhumanoid》（電視電影）
- 1997：《Stranger in My Home》（電視電影）
- 1997：《德拉文圖拉》（1集）
- 1998：《David and Lisa》（電視電影）
- 1999：《Dybt vand》（電視電影）
- 1999：《The Florentine》（電視電影）
- 1999：《最後14堂星期二的課》（電視電影）
- 2000：《再見卡薩諾瓦》（電視電影）
- 2002：《光輝歲月》（9集）
- 2000–04：《法網豪情》（85集）
- 2009–11：《V星入侵》（22集）
- 2011：《日落號列車》（電視電影）
- 2014：《1864》（8集）
- 2014–17：《逆轉奇兵》（40集）
- 2015–16：《路西法》（13集）
- 2017–18：《海豹六隊》（18集）
- 2019：《陰陽魔界》（10集）
- 2019：《泡泡孔雀魚》（1集）
- 2021：《九位完美陌生人》
- 2023：《MotoGP》（標題音樂）

## 外部連結
- Personal website
- 馬可·貝爾特拉米在MusicBrainz上的頁面（英文）
- 馬可·貝爾特拉米在互联网电影资料库（IMDb）上的資料（英文）
- Biography at Movie Music UK
- Marco Beltrami interview at UnderScores : Musique de Film